# Vitalie Culibaba
Vitalie Culibaba (ur. 26 stycznia 1971 w Kiszyniowie) – mołdawski piłkarz występujący na pozycji obrońcy.

## Kariera klubowa
Culibaba karierę rozpoczynał w 1989 roku w Tekstilșciku Tyraspol, grającym w trzeciej lidze radzieckiej. W tym samym roku awansował z nim do drugiej ligi, w której Tekstilșcik występował pod nazwą Tiras Tyraspol. W 1992 roku Culibaba został zawodnikiem Zimbru Kiszyniów, grającego w pierwszej lidze mołdawskiej. Z zespołem tym sześć razy zdobył mistrzostwo Mołdawii (1992, 1993, 1994, 1995, 1996, 1998), a także dwa razy Puchar Mołdawii (1997, 1998). Zawodnikiem Zimbru był do 1998 roku.
W kolejnych latach Culibaba występował jeszcze w zespołach Tiligul Tyraspol, Moldova-Gaz Kiszyniów, Agro Kiszyniów oraz Politehnica Kiszyniów. W 2003 roku zakończył karierę.

## Kariera reprezentacyjna
W reprezentacji Mołdawii Culibaba zadebiutował 6 września 1995 w przegranym 0:1 meczu eliminacji Mistrzostw Europy 1996 z Walią. W latach 1995–1997 w drużynie narodowej rozegrał 15 spotkań.